# Cicindela denikei
Cicindela denikei är en skalbaggsart som beskrevs av Brown 1934. Cicindela denikei ingår i släktet Cicindela och familjen jordlöpare. Inga underarter finns listade i Catalogue of Life.